# Abraxas ovalidisca
Abraxas ovalidisca là một loài bướm đêm trong họ Geometridae.